# Рухлива вогнева точка
Рухома вогнева точка — радянський проєкт одномісної танкетки, розроблений в міжвоєнний період.

## Історія створення
На початку 1930-х радянським авіаконструктором та винахідником Павлом Гнатовичем Гроховським на хвилі підвищеного інтересу за кордоном до концепції надлегких одномісних броньованих машин був запропонований проєкт одномісної танкетки з кулеметним озброєнням. Проєкт розвитку не отримав і в металі реалізований не був.

## Опис конструкції
Компонування — передньомоторне: моторно-трансмісійне відділення знаходилося в носовій частині корпусу, поєднане з відділенням управління, бойове відділення розташовувалося в середній частині корпусу машини. Єдиний член екіпажу, який поєднував обов'язки механіка-водія і стрільця, розташовувався в машині лежачи на животі.
Броньований корпус машини мав близьку до веретеноподібної форму. У передній половині корпусу розміщувалася рубка населеного відділення краплинної форми. У лобовому бронелисті рубки встановлювався курсовий кулемет.
Ходова частина танкетки — гусенична, стосовно одного борту складалася з чотирьох опорних котків, напрямного колеса ззаду та ведучого колеса спереду. Підвіска — зблокована попарно, на горизонтальних пружинах.

## Цікаві факти
- Пізніше, в 1940 році, була побудована дослідна двомісна танкетка РКГ, екіпаж якої в бойових умовах також розташовувався лежачи на животі і яка також повинна була виконувати роль мобільної вогневої точки.

### Виноски
1. ↑  Машина згадується в журналі «Техніка — молоді» як «проєкт одномісній „вогневої точки“ на гусеничному ходу».